# 伊珍阿豉王
伊珍阿豉王（이진아시왕，?—?），大伽倻（高灵伽倻）第1代国王（在位时间不詳）。

## 简介
伊珍阿豉王一作內珍朱智，《新增東国輿地勝览》引崔致远《释利貞传》高灵郡背後伽倻山的山神正見母主，与天神夷毗訶之生二子，长子惱窒朱日（伊珍阿豉王ㆍ內督朱智），建立大加羅，次子惱窒青裔（首露王）建立金官伽倻，大伽倻因为是长兄称大，盟主为金官国。大伽倻国自始祖伊珍阿豉王至道设智王，传十六世王，五百二十年。

## 相关作品
- 《金首露》演员：高周元

## 注
1. ↑  《三国史记》地理志

| 前任： 首位 | 大伽倻國王 第1代王 | 繼任： 锦林王 |